# هسی
هسی (به انگلیسی: Hessay) یک روستا و محله مدنی در بریتانیا است که در City of York واقع شده‌است. هسی ۳۰۰ نفر جمعیت دارد.